# Доклады Академии наук
Докла́ды Акаде́мии нау́к — научный журнал Президиума Российской академии наук. Публикует сообщения об оригинальных научных исследованиях в области математики, естественных и технических наук, авторами которых являются действительные члены, члены-корреспонденты и иностранные члены РАН. 
Журнал публикует также сообщения и других авторов, но только в тех случаях, когда данные сообщения были представлены действительными членами и иностранными членами РАН по соответствующей специальности.

## История

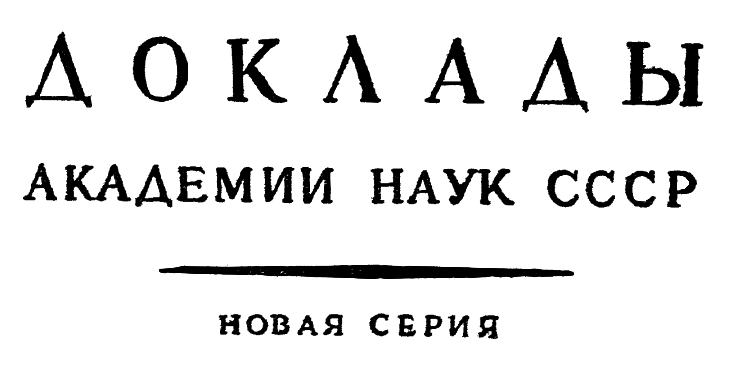
Доклады Академии наук СССР (1940-е)

В 1922—1925 годах журнал выходил под названием «Доклады Российской Академии наук» (первоначально «Доклады Академии наук по Отделению математических и естественных наук»).
В 1926—1933 годах — «Доклады Академии наук СССР» в сериях А и В, где соответственно помещались статьи физико-математического (естественного) либо историко-филологического (гуманитарного) содержания.
С октября 1933 года издавался под тем же названием трижды в месяц: ежегодно выходило 36 номеров, объединяемых в 6 томов (до 1948 года — в 4 тома).
С 1965 года журнал издаётся по тематическим сериям («Математика, физика»; «Химия»; «Геология»; «Биология»), в которых раздельно публикуются те же материалы, что и в сводном издании. Был официальным органом Академии наук СССР.
После распада СССР журнал изменил название — убрано слово «СССР». Выходит в прежнем формате, является органом Президиума РАН. В 2020 году произошла реорганизация издания с разделением на пять тематических серий.

## Редколлегия
Главные редакторы
- акад. А. А. Борисяк (1933—1936)
- акад. А. Е. Ферсман (1936—1941)
- акад. Л. А. Орбели (1942—1945)
- акад. С. И. Вавилов (1945—1950)
- акад. А. И. Опарин (1951—1971)
- акад. А. А. Баев (1972—1990)
- акад. В. А. Кабанов (1991—2006)
- акад. Ю. С. Осипов (2006—2013)
- акад. В. Е. Фортов (2014—2020)

Главные редакторы тематических серий
- акад. Н. С. Бортников — «Доклады Российской академии наук. Науки о Земле»
- акад. А. Л. Семёнов — «Доклады Российской академии наук. Математика, информатика, процессы управления»
- акад. А. Г. Габибов — «Доклады Российской академии наук. Науки о жизни»
- член-корр. РАН. С. В. Гарнов — «Доклады Российской академии наук. Физика, технические науки»
- акад. А. Р. Хохлов — «Доклады Российской академии наук. Химия, науки о материалах»

Члены редакционной коллегии
В состав редколлегии в 2016 году входили:
акад. С. М. Алдошин, акад. А. Ф. Андреев, акад. В. А. Васильев, акад. С. Н. Васильев (зам. главного редактора), акад. Г. П. Георгиев, акад. Г. С. Голицын, акад. A. И. Григорьев, акад. Ю. В. Гуляев, акад. В. П. Дымников, акад. С. В. Емельянов, И. В. Исавнина (отв. секретарь), акад. М. П. Кирпичников, акад. В. В. Козлов, акад. А. И. Коновалов, акад. В. М. Котляков, член-корр. РАН В. В. Кузнецов, акад. В. А. Левин, акад. В. А. Матвеев, акад. Н. Ф. Морозов, акад. М. А. Островский, акад. Д. С. Павлов, акад. Р. В. Петров, акад. В. П. Платонов, акад. А. И. Русанов, акад. Г. И. Савин, акад. Е. Д. Свердлов, акад. А. Н. Скринский, акад. М. В. Угрюмов, акад. А. Р. Хохлов, акад. А. Ю. Цивадзе, акад. А. М. Черепащук.